# آسیاب پیام
بقایای آسیاب پیام مربوط به دوره قاجار است و در شهرستان استهبان، بخش مرکزی، ۴ کیلومتری شمال غرب شهر ایج، شمال شرقی کوه بن دره واقع شده و این اثر در تاریخ ۱۸ شهریور ۱۳۸۷ با شمارهٔ ثبت ۲۳۴۳۵ به‌عنوان یکی از آثار ملی ایران به ثبت رسیده است.